# Patrick Williams
Patrick Lee Williams (ur. 26 sierpnia 2001 w Charlotte) – amerykański koszykarz, występujący na pozycji niskiego skrzydłowego, obecnie zawodnik Chicago Bulls.
W 2019 wystąpił w meczu gwiazd amerykańskich szkół średnich Jordan Brand Classic.

## Osiągnięcia
Stan na 10 lipca 2021, na podstawie, o ile nie zaznaczono inaczej.
NCAA
- Mistrz:
  - turnieju konferencji Atlantic Coast (ACC – 2020)
  - sezonu regularnego ACC (2020)
- Najlepszy rezerwowy ACC (2020)
- Zaliczony do:
  - I składu najlepszych pierwszorocznych zawodników ACC (2020)
  - składu ACC Academic Honor Roll (2020)

NBA
- Zaliczony do II składu debiutantów NBA (2021)[3]